# SoftBank 107SH
PANTONE 5 107SH（パントン ファイブ イチマルナナエスエイチ）は、シャープによって開発された、ソフトバンクモバイルの第3世代移動通信システム（SoftBank 3G）端末である。SoftBank スマートフォンシリーズのひとつ。OSはAndroid 4.0を搭載している。ここではサントリーの缶コーヒーBOSSとのコラボレーションモデルであるボス電 107SH B(ぼすでん イチマルナナエスエイチ ビー)についても記述する。

## 概要
PANTONEシリーズでは初となるAndroid搭載スマートフォンであり、今回はローマの休日をテーマとした8色のカラーバリエーションを用意している。
スマートフォンでは世界初となる放射線測定機能を搭載しており、セシウム137から出るガンマ線の空間線量を毎時0.05マイクロシーベルトから9.99マイクロシーベルトの範囲まで、校正誤差±10%精度の放射線測定モジュールによる測定が可能である。
なお、ULTRA SPEED・国際ローミングには対応していないほか、PANTONEシリーズなのでAQUOS PHONEシリーズには含まれない。
2013年9月6日からスマートフォン向けプリペイドサービス「プリスマ」向けに1万円分のチャージ付きでセット販売が販売される。

## 107SH B
サントリーの缶コーヒーブランドであるBOSSとのコラボレーションモデルで、ボス電シリーズの最新作である。限定販売台数は2000台。
背面にBOSSの20周年記念ロゴが刻印されており、プリセットコンテンツもBOSSの世界観に合わせたものとなっている。
また、購入者全員に「ボス電ジャン」（ジャンパー）もプレゼントされる。
なお、基本的な性能は107SHと同じである。
ちなみに、懸賞用として本機種をベースとした「超ボス電」があるが、こちらは抽選10台のみとなる。

## その他機能
| 主な対応サービス       | 主な対応サービス    | 主な対応サービス                       | 主な対応サービス            |
| ---------------------- | ------------------- | -------------------------------------- | --------------------------- |
| タッチパネル           | FWVGA液晶 3.7インチ | フルブラウザ                           | ULTRA SPEED／3Gハイスピード |
| バッテリー容量 1460mAh | Flash Player        | WiFi                                   | GPS                         |
| 490万画素カメラ        | ワンセグ            | デジタルオーディオプレーヤー(AAC)(WMA) | おサイフケータイ            |
| Bluetooth              | 赤外線通信          | 緊急速報メール                         | 防水／防塵                  |

## 歴史
- 2012年5月29日 - ソフトバンクモバイルより発表。
- 2012年6月22日 - 予約受付開始。
- 2012年7月14日 - ローマンオレンジを除いた7色の発売開始[5]。
- 2012年7月20日 - ローマンオレンジ発売開始。
- 2012年8月20日 - 107SH Bを追加発表[6]。
- 2012年8月21日 - 107SH B事前予約受付開始。
- 2012年9月7日 - 107SH B発売開始。
- 2018年9月30日 - 修理受付を終了。